# Jaera sorrentina
Jaera sorrentina is een pissebed uit de familie Janiridae. De wetenschappelijke naam van de soort is voor het eerst geldig gepubliceerd in 1943 door Verhoeff.